# Chemioinformatica
La chemioinformatica è l'uso del computer e delle tecniche dell'informazione, applicate ad una serie di problemi nel campo della chimica. Queste tecniche in silico sono usate dalle compagnie farmaceutiche nel processo di scoperta dei nuovi farmaci. Questi metodi possono anche essere usati nella industrie chimiche e affini, in varie altre forme.

## Storia
Il termine chemioinformatica fu definito da F.K. Brown nel 1998:
(F. K. Brown, Chapter 35. Chemoinformatics: What is it and How does it Impact Drug Discovery)

## Basi
La chemioinformatica combina i campi scientifici della chimica e dell'informatica, per esempio nell'area della teoria chimica dei grafi ed estraendo informazioni dallo spazio chimico. È previsto che lo spazio chimico contenga almeno {\displaystyle 10^{60}} molecole. La chemioinformatica può anche essere applicata all'analisi dei dati per varie industrie come quelle della carta, delle tinture e quelle ad esse correlate.

## Applicazioni

### Immagazzinamento e recupero
L'applicazione principale della chemioinformatica è nell'immagazzinamento dell'informazione riguardante i composti chimici. L'efficiente ricerca di tale informazione immagazzinata include argomenti di cui si occupa l'informatica come il data mining e il machine learning. Temi di ricerca correlati includono:
- Estrazione di dati non strutturati
- Estrazione di dati semistrutturati (tra cui database, grafi, molecole, sequenze ed alberi)

#### Formato dei file
La rappresentazione in silico delle strutture chimiche utilizza formati specializzati quali il Chemical Markup Language basato su XML, o SMILES. Queste rappresentazioni sono spesso utilizzate per l'immagazzinamento in grandi database chimici. Mentre molti formati sono adatti per le rappresentazioni visive in 2 o 3 dimensioni, altri sono più adatti per lo studio delle interazioni fisiche e della modellistica molecolare.

### Screening virtuale
In contrasto con lo screening ad alte prestazioni, lo screening virtuale implica la creazione di grandi librerie virtuali in silico di composti, i quali sono quindi sottoposti a un programma di docking allo scopo di identificare i membri maggiormente attivi. In alcuni casi, la chimica combinatoria viene utilizzata nello sviluppo delle librerie per aumentare l'efficienza dell'estrazione di informazione dallo spazio chimico. Più comunemente, vengono sottoposti a screening diverse librerie di piccole molecole o prodotti naturali.

### Relazione quantitativa struttura-attività (QSAR)
Consiste nel calcolo dei valori della relazione quantitativa struttura-attività e della relazione quantitativa struttura-proprietà, utilizzati per prevedere l'attività dei composti in funzione delle loro strutture. In questo contesto esiste anche una forte relazione con la chemiometria. Sono anche rilevanti i sistemi esperti, dato che essi rappresentano parti della conoscenza chimica come una rappresentazione in silico.